# Lameiras
Lameiras is een plaats (freguesia) in de Portugese gemeente Pinhel en telt 396 inwoners (2001).